# Ifet Taljevic
Ifet Taljevic (* 12. Juni 1980 in Novi Pazar, Jugoslawien) ist ein ehemaliger deutscher Fußballprofi jugoslawischer Herkunft.

## Karriere

### Anfänge in Berlin
Der als Spielmacher geltende Taljevic durchlief die Jugendmannschaften der Berliner Vereine Hertha Zehlendorf und Tennis Borussia. Bei letztgenanntem Verein gelang Taljevic auch der Sprung vom Jugend- in den Herrenbereich, als er in der Saison 1998/99 der viertklassigen Oberliga Nordost elf Einsätze für die Zweitvertretung Tennis Borussias in dieser Liga absolvierte und somit zur Qualifikation der Mannschaft zur Saison 1999/2000 der drittklassigen Regionalliga beitrug.
Durch seine Leistungen in der zweiten Mannschaft Tennis Borussias empfahl sich Taljevic auch für die erste Mannschaft der Berliner, so dass er in der Saison 1999/2000 der 2. Bundesliga zu seinem ersten Einsatz in der zweithöchsten deutschen Spielklasse kam. Zugleich wurde er weiter in der Zweitvertretung eingesetzt, welche jedoch den umgehenden Wiederabstieg aus der Regionalliga hinnehmen musste. Tennis Borussias erste Mannschaft konnte dagegen zwar sportlich den Klassenerhalt erreichen, durch den Entzug der Zweitligalizenz stieg sie aber ebenfalls ab. In der Regionalliga-Saison 2000/01 absolvierte Taljevic daraufhin 18 weitere Einsätze für Berlins erste Mannschaft, bevor er die Hauptstädter im Sommer 2001 nach acht Jahren Vereinszugehörigkeit verließ.

### Über Rostock in die Schweiz
Taljevic schloss sich dem F.C. Hansa Rostock an, der in der Saison 2001/02 der Bundesliga um den Klassenerhalt spielte, wurde jedoch ausschließlich in Rostocks zweiter Mannschaft in der Oberliga Nordost eingesetzt, so dass er nach den Oberliga-Saisonen 2001/02 und 2002/03 erneut den Verein wechselte. Doch weder beim Chemnitzer FC, für den er 2003/04 14 Einsätze in der Regionalliga absolvierte, noch beim FC St. Pauli, für den er 2004/05 15 Regionalliga-Spiele bestritt, konnte sich Taljevic dauerhaft etablieren.
Der schweizerische FC Wil 1900, der bereits ein Jahr zuvor aus der Axpo Super League in die zweitklassige Challenge League abgestiegen war, verpflichtete Taljevic daraufhin für die Spielzeiten 2005/06 und 2006/07, in denen er sich mit 13 Toren in 43 Einsätzen zu einem Leistungsträger der Mannschaft entwickelte. Auch der Zweitliga-Konkurrent AC Bellinzona wurde hierdurch auf Taljevic aufmerksam und verpflichtete ihn zur Spielzeit 2007/08. In dieser gehörte Taljevic mit 10 Toren in 30 Einsätzen zu den Garanten des Aufstiegs in dieser Saison, welchen Bellinzona als Zweitplatzierter der Challenge League in einer Barrage gegen den vorletzten der Super League, den FC St. Gallen, erreichte. Im Finale des Schweizer Cups 2008 unterlag Taljevic dagegen mit Bellinzona mit 1:4 dem FC Basel.

### Taljevic bei Neuchátel und Thun
Zur Saison 2008/09 verließ Taljevic den Aufsteiger und schloss sich mit dem Erstligisten Neuchâtel Xamax einem direkten Konkurrenten Bellinzonas an. Am 20. Juni 2008 debütierte er daraufhin in der höchsten schweizerischen Spielklasse und absolvierte im weiteren Saisonverlauf insgesamt 23 Einsätze, in welchen er fünf Tore erzielte. Zu Beginn der Folgespielzeit 2009/10 absolvierte Taljevic noch weitere fünf Einsätze für Neuchâtel, bevor er ab September 2009 nicht mehr berücksichtigt wurde. Im Sommer 2010 wurde er daraufhin zunächst vereinslos, bis er am 1. November 2010 im Super-League-Aufsteiger FC Thun einen neuen Arbeitgeber fand. Nachdem er im Sommer 2011 den Verein zunächst verlassen hatte, kehrte er im Oktober 2011 zum FC Thun zurück, bei dem einen Vertrag bis zum Jahresende erhielt. Nach einer Pause spielte Taljevic nochmals, 2013, diesmal für den FC Dietikon.